# Кислороден бар
Кислородният бар (на английски: Oxygen bar) е съоръжение за вдишване на обогатен с кислород въздух. Първият официален бар (O2 Spa Bar) се появява през 1996 г. в Торонто, Канада. Баровете бързо увеличават броя си в Северна Америка, а също в Токио и други азиатски градове, Сен Тропе, Париж. Твърди се, че в един такъв бар с 10-минутно вдишване на въздух с 95% кислород може да се възвърне изгубената през деня енергия и тонус.
Клиентите в тези барове вдишват кислорода през устата или чрез пластмасови тръбички, вмъкнати в ноздрите им. Кислородни барове могат да се намерят на много места, като нощни клубове, салони, спа центрове, курорти, солариуми, ресторанти, кафенета, барове, летища, ски хижи. Те могат да се срещнат и на търговски изложения, конгреси и фирмени срещи, както и на частни партита и промоционални събития.

## Действие
Вдишваният в обикновени условия въздух обикновено съдържа 78 % азот, 1 % въглероден диоксид и благороден газ и 21 % кислород, от които се преработва напълно само една четвърт за един дъх. Очаква се, че едно по-богато съдържание на кислород във въздуха ще повиши концентрацията и ще подобри кръвообращението.

## Критики
Обикновено кръвта е достатъчно наситена с кислород (нормалните стойности зависят от възрастта). Излишъкът от кислород на практика се издишва отново. Горните ефекти не са научно обосновани и се основават на предполагаеми ефекти. Проблемът със замърсения въздух в промишлените области не се състои в липса на кислород, а във високото ниво на замърсяване (с азотни оксиди, фини прахови частици, озон). Дори при дишане на смог кислородното съдържание на въздуха е достатъчно.